# Ancienne gare routière de Clermont-Ferrand
La gare routière de Clermont-Ferrand est une ancienne gare routière située à Clermont-Ferrand, près du centre-ville dans le quartier des Salins, boulevard François Mitterrand. Elle est l'œuvre de l'architecte Valentin Vigneron.
Ses éléments architecturaux caractéristiques sont : bâtiment clair en béton armé, façade de pavés en verre avec des « V » de béton, présence d'une coupole, entrée majestueuse, céramiques de couleurs, etc.
Depuis 2020, elle a été très largement remaniée pour abriter la Comédie de Clermont-Ferrand.

## Histoire
Un concours est lancé en 1949 pour définir l'architecte de la gare routière de Clermont-Ferrand. Jacques Henri-Labourdette l'emporte, suivi de Valentin Vigneron et d'Albéric Aubert, mais Jacques Henri-Labourdette abandonne le site, et c'est Valentin Vigneron qui en signe les plans définitifs.
La gare routière est bâtie entre juin 1957 et fin mars 1961. En 1957, il a été prévu que le site coûte 159 millions de francs.
En 1979, la Maison des Congrès et de la Culture est construite juste à côté.
En 2005, la gare routière cesse de fonctionner et ses quais d'embarquement à auvents-passerelles sont détruits. En 2006, le hall, sa coupole et la façade sont inscrits au titre des monuments historiques.

### Reconversion

#### Le projet avorté de grande bibliothèque
La municipalité compte d'abord reconvertir les lieux pour y construire une grande bibliothèque communautaire et universitaire,. Avec une surface de 25 000 mètres carrés et 2 000 places assises, elle aurait été la deuxième plus grande de France,, dimensionnée pour accueillir 2 millions de visiteurs par an.
Le concours lancé au printemps 2004 est remporté par Pierre Du Besset et Dominique Lyon mais il se heurte à plusieurs obstacles. Les fouilles archéologiques révèlent des éléments majeurs (dont le pied d'une statue de métal) et repoussent le lancement des travaux.
Le projet doit aussi faire face à un collectif de défense de l'architecture d'origine de Valentin Vigneron et à des réticences face à la fusion en un seul bâtiment des bibliothèques communautaires et universitaires.
Finalement la crise économique de l'année 2008 fait avorter le projet en 2009 alors que 5 millions d'euros ont été engagés, dont 3,7 millions auprès du cabinet d'architectes Besset et Lyon.

#### Un lieu identitaire pour la Comédie de Clermont
La municipalité décide alors de changer la destination du site et d'y construire le lieu identitaire de la Comédie de Clermont.
Début 2016, c'est le projet de l'architecte portugais Eduardo Souto de Moura qui est choisi. Démarrés en décembre 2017, les travaux se sont terminés en 2020,.
Le nouveau bâtiment se compose de deux salles de spectacle de 900 et 350 places, de salles de travail et de répétition pour les acteurs en résidence, et d'une brasserie. La façade et le hall du bâtiment d'origine ont été conservés et intégrés dans le projet.

## Photos diverses

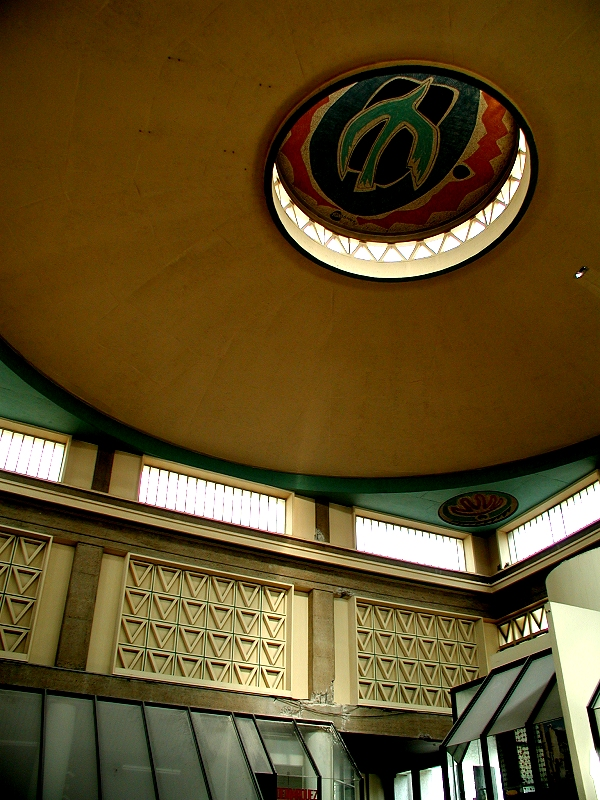
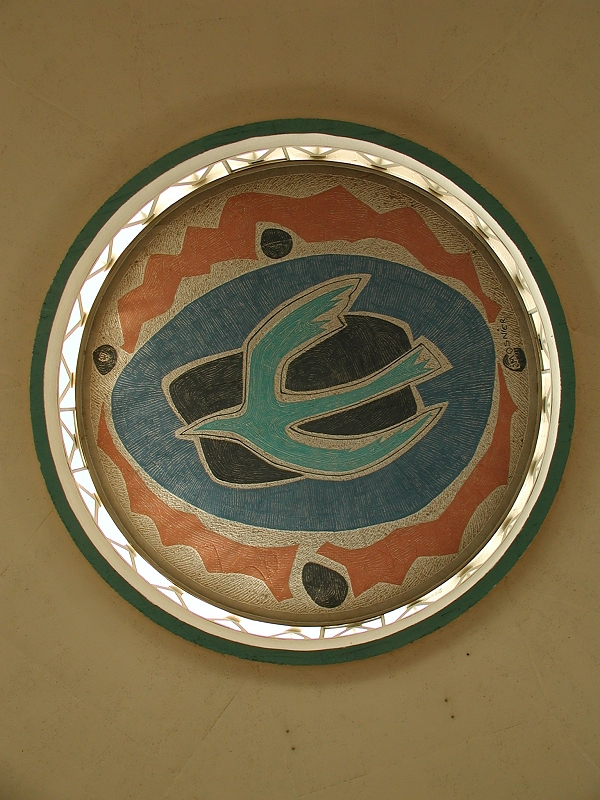
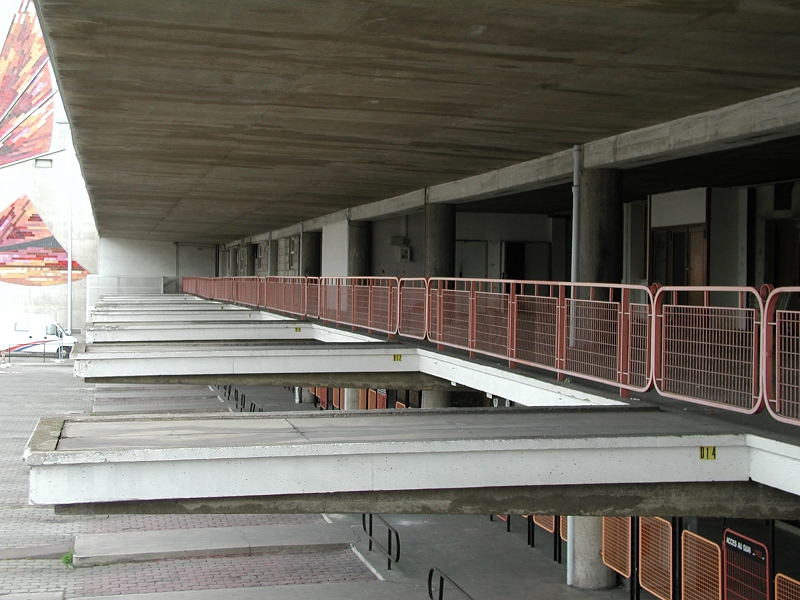
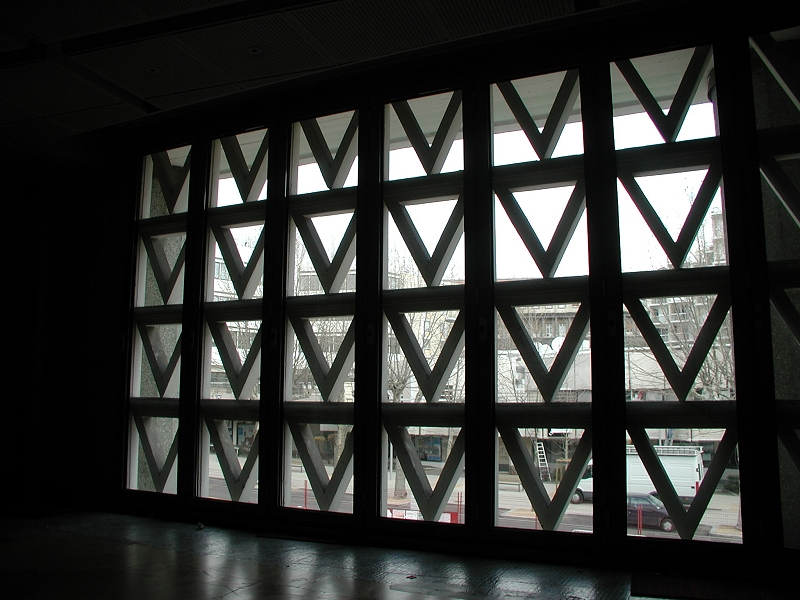
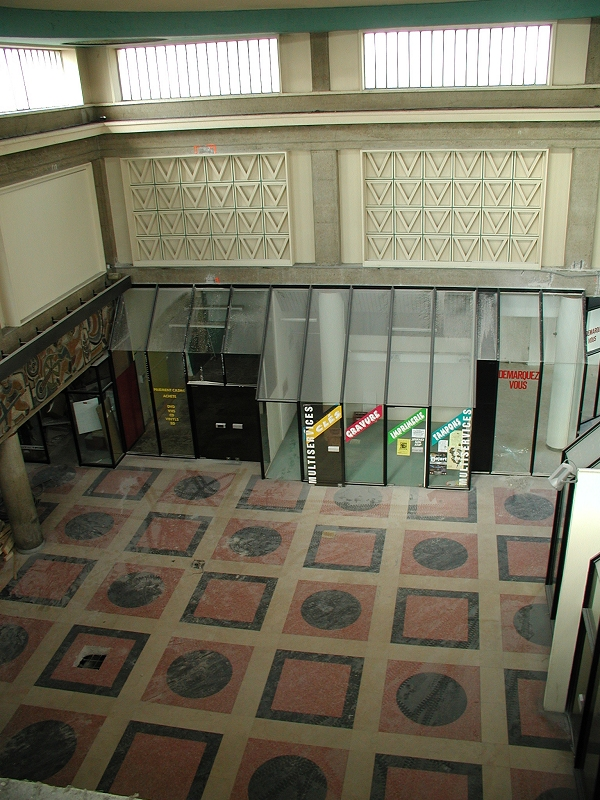
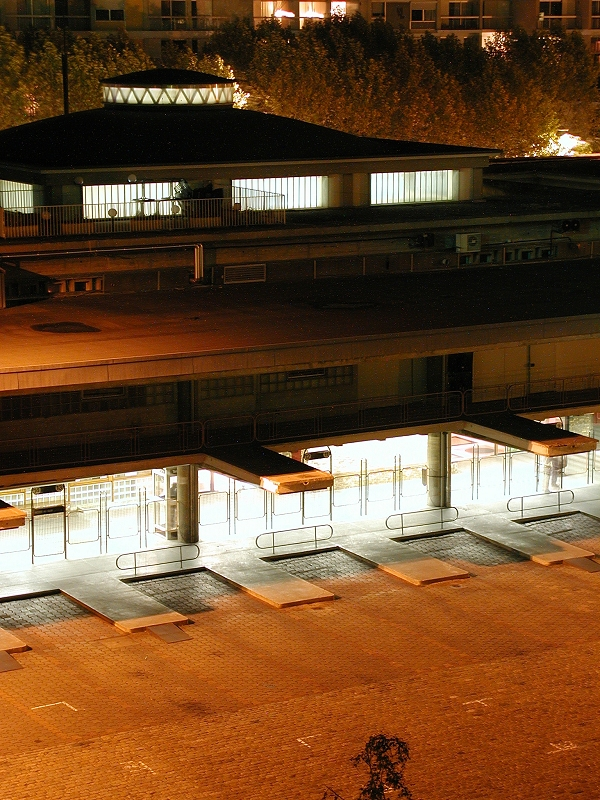